# 侏羅紀冰原島峰
74°20′S 73°4′W / 74.333°S 73.067°W
侏羅紀冰原島峰（英語：Jurassic Nunatak）是南極洲的冰原島峰，位於帕爾默地，處於三疊紀冰原島峰東北面3公里，屬於伊冰原島峰的一部分，美國地質調查局根據測量和該國海軍的空中照片繪入地圖，現時由南極條約體系管理。